# سیم گردپیچ

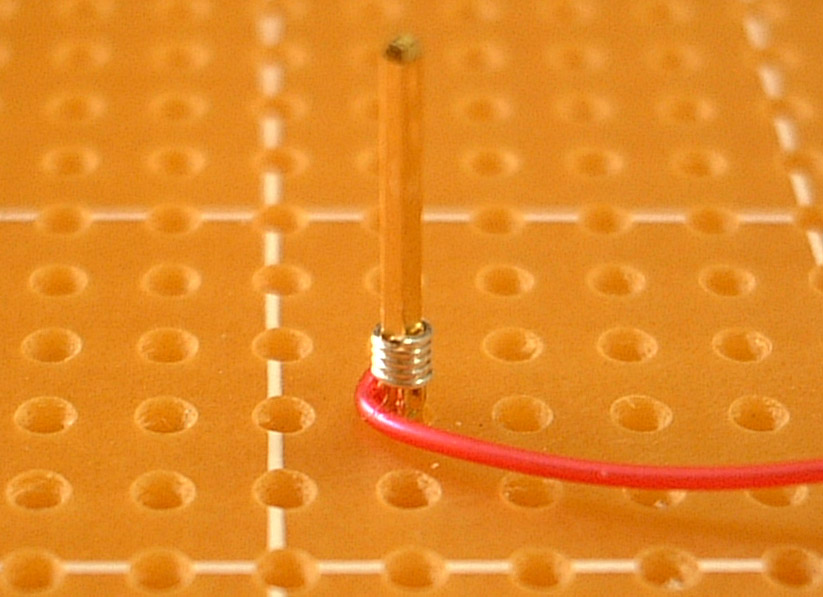
نمای‌نزدیک یک اتصال سیم گِردپیچی

سیم گِردپیچ (به انگلیسی: Wire wrap) یک روش مونتاژ قطعات الکترونیکی است که برای سیم‌کشی کلیدهای میل‌تقاطی و تلفن اختراع شد و بعدها برای ساخت بردهای مدار الکترونیکی اقتباس شد. اجزای الکترونیکی نصب‌شده برروی یک بُرد عایق‌سازی با سیم عایق‌دار در اندازه‌های مختلف که بین پایانه‌های آنها قرار دارد به هم متصل می‌شوند و اتصالات با پیچاندن چندین دور از بخش‌های عایق‌نشده سیم به دور یک سَری قطعه یا یک پین سوکت ایجاد می‌شود.

## بررسی اجمالی
یک اتصال سیم گردپیچی درست برای سیم ۳۰ یا ۲۸ ای‌دبلیوچیی، هفت دور سیم لخت (کمتر برای سیم بزرگتر) با نیم تا یک‌ونیم دور سیم عایق‌دار در پایین برای کاهش فشار است. بنابراین تیرک مربعی با روکش-طلای-سخت شکل‌های ۲۸ تماس اضافی را تشکیل می‌دهد. پوشش سیم با روکش-نقره به طلا جوش-سرد می‌شود. اگر خوردگی اتفاق بیفتد، در قسمت بیرونی سیم رخ می‌دهد، نه در تماس گازبندی که در آن اکسیژن نمی‌تواند برای تشکیل اکسیدها نفوذ کند. یک ابزار سیم گردپیچ که به درستی طراحی شده‌است تا بیست تن نیرو در هر اینچ مربع بر روی هر مفصل اعمال می‌کند.

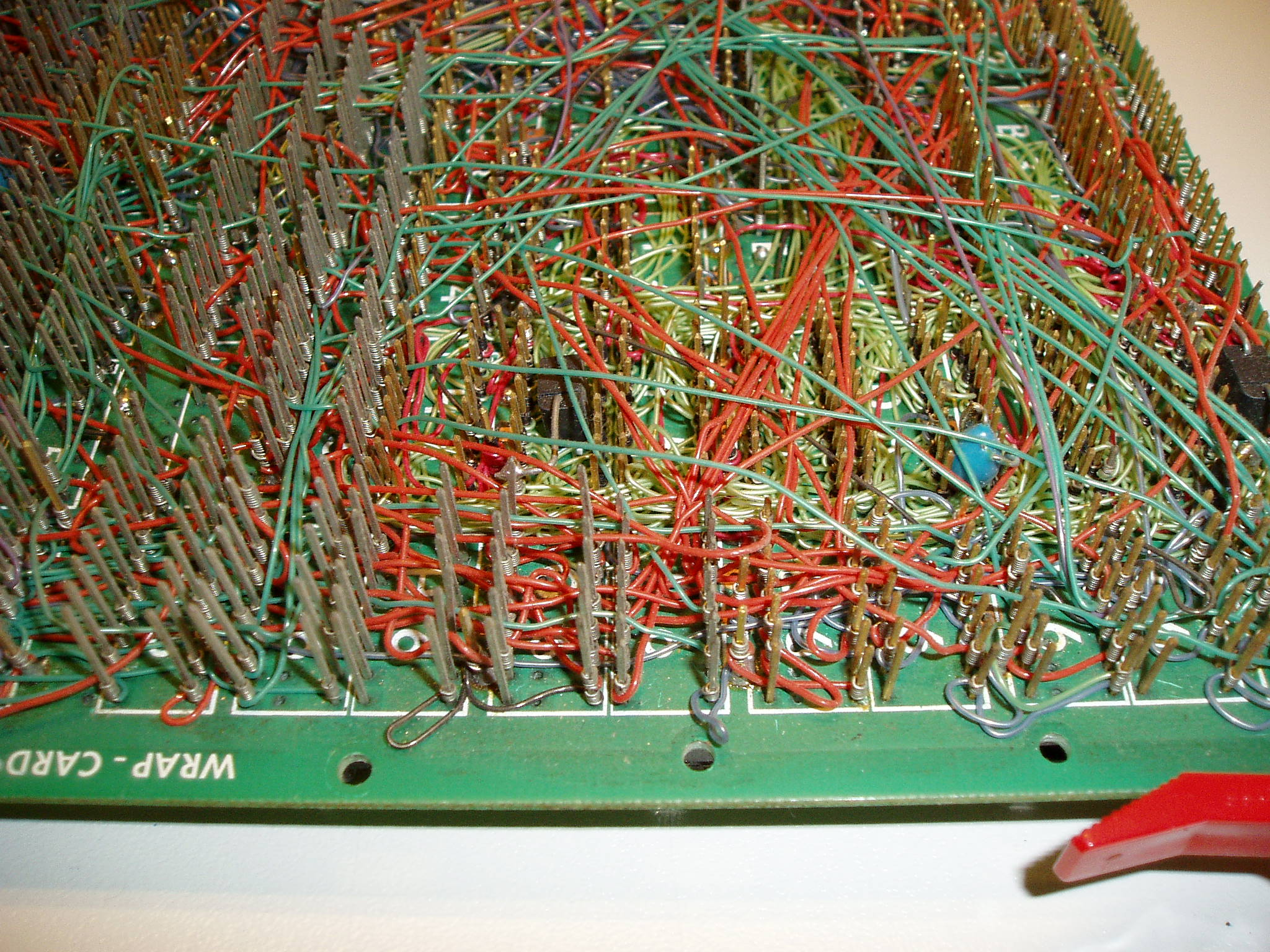
صفحه‌پشتی رایانه Z80 گردپیچ‌شده ۱۹۷۷

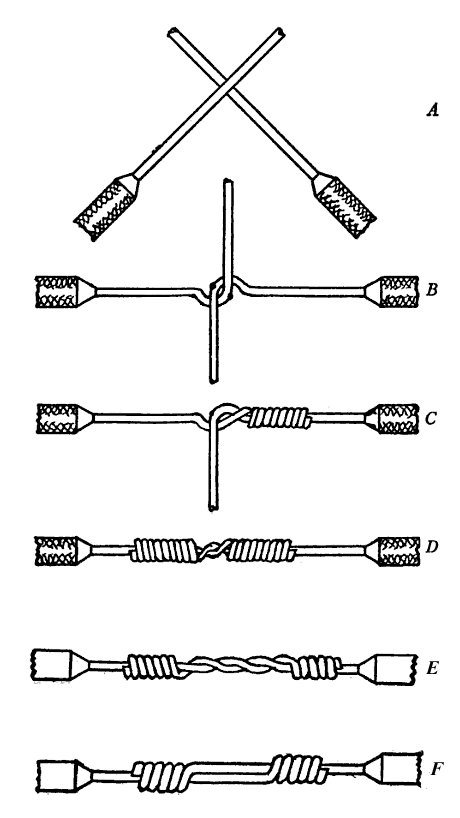
نمونه‌هایی از بهم‌تابیدن وسترن یونیون که به صورت دستی گردپیچیده شده‌اند